# Чемпионат России по международным шашкам среди мужчин
Чемпионаты России по международным шашкам (или стоклеточным шашкам) среди мужчин — соревнования по шашкам, которые проводятся ежегодно с 1992 года, кроме 2001 года. С 1998 года в программу чемпионатов вошли соревнования с укороченным контролем времени — быстрая игра (или рапид) и молниеносная игра (блиц). Турнир с классическим контролем времени называется «основная программа».

## Призёры

### Основная программа
| Номер | Дата  | Место           | Золото                                                           | Серебро                                       | Бронза                                                     | Формат                                                                   |
| 1     | 1992  | Пятигорск       | Иван Костионов Раменское Сергей Калинов Москва                   |                                               | Константин Леонтьев Нижний Новгород Владимир Логунов Тверь |                                                                          |
| 2     | 1993  | Солнечногорск   | Александр Шварцман Московская область                            | Иван Костионов Раменское                      | Михаил Галашов Нижний Новгород                             | швейцарская система 27 участников финал-круговая система 9 участников    |
| 3     | 1994  | Тула            | Андрей Калмаков Тверь Александр Георгиев Санкт-Петербург         | ------                                        | Юрий Черток Ишимбай                                        | швейцарская система финал-круговая система 8 участников                  |
| 4     | 1995  | Орск            | Андрей Калмаков Тверь Александр Георгиев Санкт-Петербург         | ------                                        | Михаил Галашов Нижний Новгород                             | швейцарская система 34 участника финал-круговая система 10 участников    |
| 5     | 1996  | Ижевск          | Александр Шварцман Московская область                            | Андрей Калмаков Тверь                         | Александр Георгиев Санкт-Петербург                         | круговая система 13 участников                                           |
| 6     | 1997  | Тула            | Александр Георгиев Санкт-Петербург                               | Александр Гетманский Тула                     | Муродулло Амриллаев Челябинск                              | круговая система 16 участников                                           |
| 7     | 1998  | Ишимбай         | Александр Гетманский Тула                                        | Александр Георгиев Башкортостан               | Муродулло Амриллаев Челябинск                              | круговая система 13 участников                                           |
| 8     | 1999  | Ишимбай         | Александр Гетманский Тула                                        | Александр Георгиев Башкортостан               | Владимир Мильшин Башкортостан                              | круговая система 14 участников                                           |
| 9     | 2000  | Краснокамск     | Александр Георгиев Башкортостан                                  | Андрей Калмаков Тверь                         | Владимир Мильшин Башкортостан                              | круговая система 14 участников                                           |
|       | 2001* |                 |                                                                  |                                               |                                                            |                                                                          |
| 10    | 2002  | Уфа/Ишимбай     | Александр Георгиев Башкортостан                                  | Алексей Чижов Удмуртия                        | Александр Шварцман Московская область                      | круговая система 14 участников                                           |
| 11    | 2003  | Уфа             | Александр Шварцман Московская область                            | Александр Георгиев Башкортостан               | Александр Гетманский Тула                                  | круговая система 14 участников                                           |
| 12    | 2004  | Уфа             | Александр Шварцман Московская область                            | Александр Георгиев Башкортостан               | Александр Гетманский Тула                                  | круговая система 14 участников                                           |
| 13    | 2005  | Ишимбай         | Александр Георгиев Башкортостан                                  | Александр Гетманский Тула                     | Александр Шварцман Московская область                      | круговая система 14 участников                                           |
| 14    | 2006  | Уфа             | Александр Георгиев Башкортостан                                  | Муродулло Амриллаев Башкортостан              | Александр Гетманский Тула                                  | круговая система 16 участников                                           |
| 15    | 2007  | Колонтаево      | Александр Георгиев Ишимбай                                       | Александр Шварцман Московская область         | Александр Гетманский Тула                                  | круговая система 14 участников                                           |
| 16    | 2008  | Колонтаево      | Александр Шварцман Московская область                            | Александр Георгиев Башкортостан               | Муродулло Амриллаев Башкортостан                           | круговая система 14 участников                                           |
| 17    | 2009  | Ступино         | Александр Георгиев Башкортостан                                  | Александр Гетманский Тула                     | Андрей Калмаков Тверь                                      | круговая система 14 участников                                           |
| 18    | 2010  | Колонтаево      | Александр Георгиев Башкортостан                                  | Муродулло Амриллаев Башкортостан              | Александр Шварцман Московская область                      | круговая система 14 участников                                           |
| 19    | 2011  | Уфа             | Александр Георгиев Башкортостан                                  | Александр Гетманский Тула                     | Николай Гуляев Якутия                                      | круговая система 14 участников                                           |
| 20**  | 2012  | Суздаль Ишимбай | Муродулло Амриллаев Башкортостан Александр Георгиев Башкортостан | Владимир Мильшин Ишимбай Алексей Чижов Ижевск | Андрей Калмаков Тверь Александр Гетманский Тула            | швейцарская система 9 туров 28 участников круговая система 13 участников |
| 21    | 2013  | Суздаль         | Айнур Шайбаков Башкортостан                                      | Муродулло Амриллаев Башкортостан              | Александр Георгиев Башкортостан                            | швейцарская система 9 туров 25 участников                                |
| 22    | 2014  | Тутаев          | Николай Гермогенов Якутия                                        | Александр Шварцман Московская область         | Андрей Калмаков Тверь                                      | швейцарская система 9 туров 27 участников                                |
| 23    | 2015  | Лоо             | Александр Гетманский Тула                                        | Александр Шварцман Московская область         | Николай Гермогенов Якутия                                  | швейцарская система 9 туров 29 участников                                |
| 24    | 2016  | Лоо             | Алексей Чижов Ижевск                                             | Андрей Калмаков Тверь                         | Иван Трофимов Санкт-Петербург                              | швейцарская система 9 туров 40 участников                                |
| 25    | 2017  | Лоо             | Максим Мильшин Тюмень                                            | Александр Гетманский Тула                     | Андрей Калмаков Тверь                                      | швейцарская система 9 туров 34 участника                                 |
| 26    | 2018  | Голубицкая      | Николай Гуляев Якутия                                            | Иван Трофимов Санкт-Петербург                 | Николай Гермогенов Якутия                                  | швейцарская система 8 туров 27 участников                                |
| 27    | 2019  | Покровское      | Александр Георгиев Башкортостан                                  | Николай Гермогенов Якутия                     | Иван Трофимов Санкт-Петербург                              | швейцарская система 9 туров 30 участников                                |
| 28    | 2020  | Покровское      | Владимир Мильшин Башкортостан                                    | Александр Гетманский Тульская область         | Илья Дериглазов Удмуртия                                   | швейцарская система 8 туров 13 участников                                |
| 29    | 2021  | Лоо             | Иван Трофимов Санкт-Петербург                                    | Александр Гетманский Тульская область         | Александр Георгиев Башкортостан                            | швейцарская система 9 туров 25 участников                                |
| 30    | 2022  | Покровское      | Сергей Белошеев Республика Крым                                  | Александр Гетманский Тульская область         | Вячеслав Варламов Якутия                                   | швейцарская система 8 туров 20 участников                                |
| 31    | 2023  | Покровское      | Александр Георгиев Башкортостан                                  | Александр Гетманский Тульская область         | Сергей Белошеев Республика Крым                            | швейцарская система 8 туров 20 участников                                |
| 32    | 2024  | Покровское      | Александр Георгиев Башкортостан                                  | Александр Гетманский Тула                     | Прокопий Говоров Якутия                                    | швейцарская система 7 туров 18 участников                                |
| 33    | 2025  | Уфа             | Айнур Шайбаков Башкортостан                                      | Александр Георгиев Башкортостан               | Марсель Шарафутдинов Башкортостан                          | швейцарская система 9 туров 32 участника                                 |

* В 2001 году чемпионат не проводился из-за разногласий между федерациями
** В 2012 году из-за разногласий между федерациями проводились два турнира под названием чемпионат России, один в Суздале, другой в Ишимбае.

### Быстрые шашки
| Номер | Дата   | Место       | Золото                                | Серебро                               | Бронза                           |                                            |
| 7     | 1998   | Ишимбай     | Александр Шварцман                    |                                       |                                  |                                            |
| 8     | 1999   | Ишимбай     | Алексей Чижов Александр Георгиев      |                                       |                                  |                                            |
| 9     | 2000   | Краснокамск | Муродулло Амриллаев                   | Александр Шварцман                    | Владимир Мильшин                 | круговая система 16 участников             |
|       | 2001*  |             |                                       |                                       |                                  |                                            |
| 10    | 2002   | Уфа/Ишимбай | Алексей Чижов                         |                                       |                                  |                                            |
| 11    | 2003   | Уфа         | Алексей Чижов                         | Александр Шварцман                    | Александр Георгиев               |                                            |
| 12    | 2004   | Уфа         | —                                     | —                                     | —                                |                                            |
| 13    | 2005   | Ишимбай     | —                                     | —                                     | —                                |                                            |
| 14    | 2006   | Уфа         | Александр Георгиев                    | Алексей Чижов                         | Александр Гетманский             |                                            |
| 15    | 2007   | Колонтаево  | Александр Шварцман                    | Андрей Калмаков                       | Александр Георгиев               | швейцарская система 21 участник            |
| 16    | 2008   | Колонтаево  | Муродулло Амриллаев                   | Александр Шварцман                    | Андрей Калмаков                  |                                            |
| 17    | 2009   | Ступино     | Александр Георгиев                    | Алексей Чижов                         | Муродулло Амриллаев              | швейцарская система 9 туров, 14 участников |
| 18    | 2010   | Колонтаево  | Александр Георгиев                    | Алексей Чижов                         | Владимир Мильшин                 | швейцарская система 9 туров, 27 участников |
| 19    | 2011   | Ишимбай     | Андрей Калмаков                       | Айнур Шайбаков                        | Александр Гетманский             | швейцарская система 9 туров, 24 участника  |
| 20    | 2012** | Суздаль     | Айнур Шайбаков                        | Андрей Калмаков                       | Владимир Мильшин                 |                                            |
| 21    | 2013   | Суздаль     | Алексей Чижов                         | Максим Мильшин                        | Александр Георгиев               |                                            |
| 22    | 2014   | Тутаев      | Александр Шварцман                    | Иван Трофимов                         | Александр Гетманский             |                                            |
| 23    | 2015   | Лоо         | Алексей Чижов Ижевск                  | Александр Шварцман Московская область | Андрей Калмаков Тверь            | швейцарская система 9 туров 37 участников  |
| 24    | 2016   | Лоо         | Алексей Чижов Ижевск                  | Александр Шварцман Московская область | Андрей Калмаков Тверь            | швейцарская система 9 туров, 46 участников |
| 25    | 2017   | Лоо         | Алексей Чижов Ижевск                  | Александр Гетманский Тула             | Айнур Шайбаков Уфа               | швейцарская система 9 туров 40 участников  |
| 26    | 2018   | Голубицкая  | Александр Шварцман Московская область | Николай Гуляев Якутия                 | Андрей Калмаков Тверская область | швейцарская система 9 туров 24 участника   |
| 27    | 2019   | Покровское  | Алексей Чижов Удмуртия                | Александр Шварцман Московская область | Айсен Андреев Якутия             | швейцарская система 9 туров 40 участников  |
| 28    | 2020   | Покровское  | Сергей Белошеев Республика Крым       | Муродулло Амриллаев Башкортостан      | Андрей Калмаков Тверская область | швейцарская система 9 туров 44 участника   |
| 29    | 2021   | Лоо         | Александр Георгиев Башкортостан       | Александр Шварцман Московская область | Андрей Калмаков Тверская область | швейцарская система 9 туров 31 участник    |
| 30    | 2022   | Покровское  | Александр Гетманский Тульская область | Сергей Белошеев Республика Крым       | Андрей Калмаков Тверская область | швейцарская система 9 туров 24 участника   |
| 31    | 2023   | Покровское  | Айнур Шайбаков Башкортостан           | Александр Георгиев Башкортостан       | Андрей Калмаков Тверская область | швейцарская система 9 туров 29 участников  |
| 32    | 2024   | Покровское  | Александр Георгиев Башкортостан       | Прокопий Говоров Якутия               | Александр Гетманский Тула        | швейцарская система 9 туров 30 участников  |
| 33    | 2025   | Уфа         | Александр Георгиев Башкортостан       | Андрей Калмаков Тверская область      | Илья Дериглазов Удмуртия         | швейцарская система 9 туров 40 участников  |

### Блиц
| Номер | Дата   | Место              | Золото                                | Серебро                               | Бронза                                  |                                           |
| 7     | 1998   | Ишимбай            | Александр Шварцман                    |                                       |                                         |                                           |
| 8     | 1999   | Ишимбай            | Алексей Чижов                         |                                       |                                         |                                           |
| 9     | 2000   | Краснокамск        | Андрей Калмаков                       | Александр Шварцман                    | Александр Георгиев                      | круговая система 14 участников            |
|       | 2001*  |                    |                                       |                                       |                                         |                                           |
| 10    | 2002   | Уфа/Ишимбай        | Александр Шварцман                    | Александр Георгиев                    | Муродулло Амриллаев                     | круговая система 16 участников            |
| 11    | 2003   | Уфа                | Гаврил Колесов                        | Александр Георгиев                    | Александр Гетманский Александр Шварцман | швейцарская система 9 туров 22 участника  |
| 12    | 2004   | Уфа                | Муродулло Амриллаев                   | Александр Гетманский                  | Александр Шварцман                      | круговая система 18 участников            |
| 13    | 2005   | Ишимбай            | Андрей Калмаков                       | Александр Шварцман                    | Александр Гетманский                    | круговая система 14 участников            |
| 14    | 2006   | Уфа                | Алексей Чижов                         | Александр Георгиев                    | Гаврил Колесов                          |                                           |
| 15    | 2007   | Колонтаево         | Александр Шварцман                    | Александр Георгиев                    | Айнур Шайбаков                          | швейцарская система 9 туров               |
| 16    | 2008   | Колонтаево         | Александр Георгиев                    | Андрей Калмаков                       | Владимир Мильшин                        |                                           |
| 17    | 2009   | Ступино            | Александр Георгиев                    | Алексей Чижов                         | Андрей Калмаков                         | круговая система 13 участников            |
| 18    | 2010   | Колонтаево         | Александр Георгиев                    | Александр Шварцман                    | Александр Гетманский                    | круговая система 18 участников            |
| 19    | 2011   | Уфа                | Александр Георгиев                    | Владимир Мильшин                      | Алексей Чижов                           | круговая система 16 участников            |
| 20    | 2012** | Суздаль            | Муродулло Амриллаев                   | Айнур Шайбаков                        | Андрей Калмаков                         |                                           |
| 21    | 2013   | Суздаль            | Муродулло Амриллаев                   | Алексей Чижов                         | Александр Георгиев                      | швейцарская система 9 туров 24 участника  |
| 22    | 2014   | Тутаев             | Александр Гетманский Тула             | Андрей Калмаков Тверь                 | Муродулло Амриллаев                     | швейцарская система 9 туров 28 участников |
| 23    | 2015   | Лоо                | Алексей Чижов Ижевск                  | Александр Шварцман Московская область | Сергей Белошеев Евпатория               | швейцарская система 9 туров 41 участник   |
| 24    | 2016   | Лоо                | Александр Шварцман Московская область | Алексей Чижов Ижевск                  | Максим Мильшин Тюмень                   | швейцарская система 9 туров 51 участник   |
| 25    | 2017   | Лоо                | Айнур Шайбаков Уфа                    | Алексей Чижов Ижевск                  | Александр Шварцман Московская область   | швейцарская система 9 туров 42 участника  |
| 26    | 2018   | станица Голубицкая | Александр Шварцман Московская область | Николай Гуляев Якутия                 | Андрей Калмаков Тверь                   | швейцарская система 9 туров 30 участников |
| 27    | 2019   | Покровское         | Александр Георгиев Башкортостан       | Александр Шварцман Московская область | Алексей Чижов Удмуртия                  | швейцарская система 9 туров 42 участника  |
| 28    | 2020   | Покровское         | Александр Гетманский Тульская область | Алексей Чижов Удмуртия                | Сергей Белошеев Республика Крым         | швейцарская система 9 туров 52 участника  |
| 29    | 2021   | Лоо                | Николай Гуляев Якутия                 | Алексей Чижов Удмуртия                | Муродулло Амриллаев Башкортостан        | швейцарская система 9 туров 32 участника  |
| 30    | 2022   | Покровское         | Александр Гетманский Тульская область | Андрей Калмаков Тверская область      | Николай Гуляев Якутия                   | швейцарская система 9 туров 24 участника  |
| 31    | 2023   | Покровское         | Александр Гетманский Тульская область | Александр Георгиев Башкортостан       | Андрей Калмаков Тверская область        | швейцарская система 9 туров 29 участников |
| 32    | 2024   | Покровское         | Муродулло Амриллаев Башкортостан      | Илья Дериглазов Удмуртия              | Анатолий Татаренко Башкортостан         | швейцарская система 9 туров 24 участника  |
| 33    | 2025   | Уфа                | Айнур Шайбаков Башкортостан           | Муродулло Амриллаев Башкортостан      | Владимир Мильшин Башкортостан           | швейцарская система 9 туров 39 участников |